# تقاسم التردد
في الاتصالات، تقاسم الترددات هو تخصيص أو استخدام نفس التردد الراديوي بواسطة محطتين أو أكثر مفصولتين جغرافيًا أو يستخدمان التردد في أوقات مختلفة. يقلل تقاسم الترددات من احتمالية حدوث تداخل [الإنجليزية] متبادل عندما يكون التخصيص للترددات المختلفة لكل مستخدم غير عملي أو ممكن. في شبكة الاتصالات، لا تتعلق مشاركة التردد بمحطات تستخدم نفس التردد.